# Coenina
Coenina é um gênero de mariposa comum na África pertencente à família Geometridae.

## Espécies de Coenina
- Coenina Walker, 1860[3]
- Coenina aegyptiaca Rebel, 1906[3]
- Coenina aigneri Prout[3]
- Coenina aurivena Butler, 1898[3]
- Coenina cervina Warren, 1899[3]
- Coenina collenettei Prout, 1931[3]
- Coenina dentataria Swinhoe, 1904[3]
- Coenina islamitica Amsel, 1935[3]
- Coenina paulusi Rebel, 1906[3]
- Coenina poecilaria Herrich-Schäffer, 1854[3]
- Coenina tergimacula Prout, 1916[3]